# Pita de Rossel
La pita de Rossel	(Erythropitta meeki) és una espècie d'ocell de la família dels pítids (Pittidae) que habita els boscos de l'illa de Rossel, a l'Arxipèlag de Louisiade.